# Знак почтовой оплаты
Знак почто́вой опла́ты, или почто́вый знак, — материальное свидетельство оплаты услуг почтовой связи, предоставляемых учреждениями связи (почтой) по утверждённым тарифам на внутренней и международной почтовой корреспонденции. Являются предметом особой области коллекционирования — филателии.

## Определение
Согласно Федеральному закону Российской Федерации «О почтовой связи» (в редакции от 06.12.2011, № 176-ФЗ), «государственные знаки почтовой оплаты — почтовые марки и иные знаки, наносимые на почтовые отправления и подтверждающие оплату услуг почтовой связи».
К знакам почтовой оплаты относятся: почтовые марки, блоки, штемпели, франкотипы, маркированные конверты, карточки, открытки и прочее. Знаки почтовой оплаты выпускаются в обращение и изымаются из обращения, как правило, государством и должны отвечать Уставу Всемирного почтового союза и решениям, принятым его органами.

## Виды знаков почтовой оплаты
Почтовые знаки выпускаются почтовым ведомством и служат для облегчения уплаты сборов за совершаемую по почте пересылку предметов. Для оплаты пересылки писем чаще всего употребляются почтовые марки. Кроме марок, для пересылки простых писем во многих странах существуют специальные марки:
- для пересылки печатных произведений, главным образом газет, употребляются газетные марки;
- для служебных пакетов — служебные марки;
- для взыскания платежа по нефранкированным или недостаточно оплаченным письмам — так называемые порто-марки;
- для заказных писем — заказные марки;
- для пакетов (посылок) — пакетные (посылочные) марки и т. д.

Для большего удобства почтовые ведомства выпускают также следующие виды почтовой корреспонденции с отпечатанным почтовым знаком оплаты:
- штемпельные конверты,
- заказные штемпельные конверты,
- открытые (открытки-карточки) и закрытые письма,
- служебные почтовые карты,
- почтовые переводы,
- бандероли и т. д.

Знаками почтовой оплаты также могут быть:
- этикетки,
- ярлыки,
- календарные и специальные гашения (штемпеля),
- штампы и др.

Не все перечисленные почтовые знаки оплаты существуют во всех государствах, а некоторые из них в настоящее время уже не находят применения.

## История
Появление первого знака почтовой оплаты относится к 1653 году, когда парижская городская почта была передана некоему Ренуар де Вилайе, вероятно, в аренду. Он усердно принялся вводить новые порядки в почтовом управлении и выпустил так называемые фр. «billet de port payé»: это был лоскуток бумаги, вроде бандеролей, на котором был отпечатан особый штемпель Ренуара де Вийе, со словами «port payé, le… jour de l’an 1653 (1654)». Цена такого «билета» была 1 су, но неизвестно, была ли она обозначена на марке «билета»; экземпляров её не сохранилось. Во второй половине XVIII века были введены штемпеля о почтовом сборе Генри Бишопом (1605—1691), а впоследствии Уильямом Докреем (1635—1716).
Затем лишь в 1819 году в королевстве Сардинии стали использовать штемпельные оболочки для писем, называвшиеся итал. Carta postala bolata (штемпельная почтовая бумага) и обозначавшие, впрочем, уплату не за почтовую пересылку, а за разрешение послать письмо не по почте; просуществовали они до 1836 года. В 1820 году изобретён конверт, торговцем бумаги Бревером в Брайтоне. В 1840 году в Англии были выпущены первые почтовые марки и штемпельные конверты; появление их было обусловлено введением единообразного дешевого тарифа на письма.
Кроме почтовых знаков, в некоторых местах существовали ещё телеграфные, податные, штемпельные марки; но для этих целей часто употребляли и почтовые марки. Так, в Англии двойственная цель марки обозначалась надписью англ. «Postage & Revenue» («Почтовый и гербовый сбор»), в Испании — «Correos y Telégrafos» («Почта и телеграф») и т. д.

## Знаки почтовой оплаты России

### Ранний период
Исторически первые почтовые знаки в России появились в следующие годы:
- 1845 — штемпельные конверты,
- 1857 — почтовые марки,
- 1872 — бланки для открытых писем (почтовые карточки),
- 1890 — бланки для закрытых писем и бандероли.

### Современная Россия
Организацией системы почтовой оплаты, изданием (эмиссией) и распространением знаков почтовой оплаты в современной России занимается Министерство цифрового развития,связи и массовых коммуникаций Российской Федерации. Как записано в Положении о знаках почтовой оплаты и специальных почтовых штемпелях РФ, утверждённом Приказом Министерства связи РФ от 26 мая 1994 года № 115, знаки почтовой оплаты России должны «отражать в своих сюжетах многонациональное государственное устройство Российской Федерации, культурное и историческое наследие народов, проживающих на её территории, флору и фауну, достижения во всех областях знаний, основные события внутренней и международной жизни, филателии», а их издание «производится с учётом наиболее полного удовлетворения потребностей учреждений федеральной почтовой связи, населения, предприятий и организаций».
Непосредственное планирование, издание и распространение знаков почтовой оплаты, экспорт и импорт филателистических товаров осуществляется акционерным обществом «Марка». Знаки почтовой оплаты печатаются на предприятиях Гознака, вводятся в почтовое обращение приказами АО «Марка», издающимися на основании утверждённых тематических планов.

## Ответственность за подделку
Согласно статье 13.10 Кодекса Российской Федерации об административных правонарушениях, изготовление в целях сбыта либо сбыт заведомо поддельных государственных знаков почтовой оплаты или международных ответных купонов влечёт штраф на граждан в размере от 1500 до 2000 рублей с конфискацией средств изготовления поддельных государственных знаков почтовой оплаты или международных ответных купонов; использование заведомо поддельных клише франкировальных машин, почтовых штемпелей или иных именных вещей влечёт штраф на граждан в размере от 1000 до 1500 рублей с конфискацией средств изготовления поддельных клише франкировальных машин, почтовых штемпелей или иных именных вещей.
За издание и распространение знаков почтовой оплаты в России отвечает осуществляет акционерное общество «Марка». До 2013 года АО «Марка» и «Почта России» имели формы собственности федеральных государственных унитарных предприятий (ФГУП) и находились в ведении Федерального агентства связи (Россвязь). В 2013 г. Правительство переподчинило Почту России от Россвязи к Минкомсвязи (сейчас — Минцифры). ФГУП «Марка» оставалось в подчинении Россвязи. Впоследствии они были преобразованы в акционерные общества со 100 % государственным участием. В апреле 2021 года президент России Владимир Путин подписал указ о передаче акций АО «Марка» в уставной капитал АО «Почта России». В сентябре 2022 года Почта России консолидировала 100 % акций АО «Марка».
По информации Почты России, опубликованной в 2011 году, за пять лет компании и государственному бюджету в целом был нанесён ущерб на сумму более чем 1 млрд рублей в результате использования в почтовом обороте страны фальшивых марок. Хотя в российском законодательстве предусмотрено пресечение подобных противоправных деяний штрафом на 40 тысяч рублей, по мнению «Почты России», этого недостаточно и следует ввести уголовное преследование за изготовление, распространение и использование фальшивых знаков почтовой оплаты. Соответствующий законопроект был подан генеральным директором ФГУП «Почта России» Дмитрием Страшновым и его заместителем Галактионовой Инессой на рассмотрение в Министерство связи и массовых коммуникаций Российской Федерации.